# قاص (كاتب قصص)

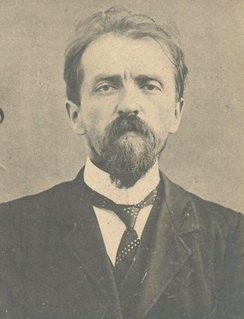
صورة قاص: انطون تشيخوف

القَاصُّ في قاموس المعجم الوسيط هو الذي يروي القصة على وجهها، وهو الذي يَصنَع القصَّة، والقَاصُّ الخطيبُ يعتمد في وعظه على القِصص. مؤنثها قاصّة والجمع: قُصَّاصٌ، وأصلها من اقتَصَّ الأثَرَ أي تتبَّعه، واقتَصَّ الخبرَ عليه أي رواه على وجهه، وقَصَّتِ القِصَّةَ: رواها. ويقال: قَصَّ عليه الرُّؤْيا: أَخبره بها. وقصَّ عليه خبَره: أَورده على وجهه، وفي التنزيل العزيز «يوسف آية 3» يقول تعالى: «نَحْنُ نَقُصُّ عَلَيْكَ أَحْسَنَ الْقَصَصِ».
وفي الاصطلاح، قاص هو كاتب يؤلف ويكتب قصة تتضمن الحبكة والأحداث والشخصيات والمكان والزمان وغيرها وقد لا تتضمن بعضها، قد يكتب القاص قصة طويلة نسبيا أو قصة قصيرة أو قصة قصيرة جدا، لكن حجمها وعدد كلماتها لا يجعلها رواية، ولا ينتقص ذلك من شأنها أو تأثيرها، والقاص شخصية أدبية وصفها التدوين والكتابة ويميزها عن الحكواتي الذي يتحدث شفاهة ويحكي القصص والحكايات.

## جوائز

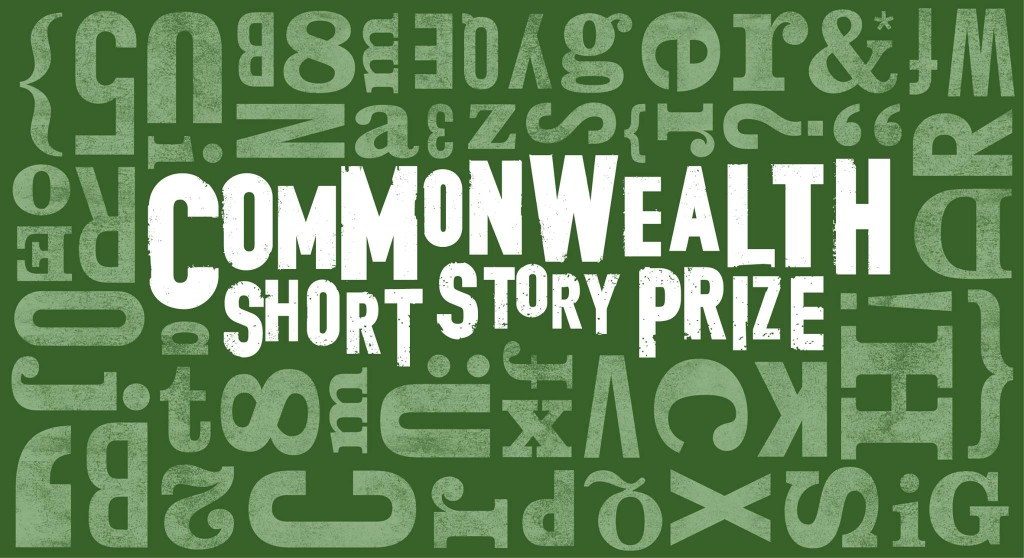
جائزة الكومنولث للقصة القصيرة

تمنح هيئات ومؤسسات جوائز للقاصّ الذي يتمكن من كتابة قصة إبداعية مبتكرة ولكل هيئة أو مؤسسة شروط معينة لمنح جائزة القصة أو القصة القصيرة، ومن هذه الجوائز:
- جائزة غونكور
- جائزة كين
- جائزة هوغو لأفضل أقصوصة طويلة
- جائزة ريا للقصة القصيرة
- جائزة القلم للرواية
- جائزة الملتقى للقصة القصيرة العربية بالكويت
- جائزة الكومنولث للقصة القصيرة
- جائزة الدوري الثقافي (المجلس الأعلى للثقافة المصري)
- جائزة ساويرس الثقافية
- جائزة الطيب صالح العالمية
- مسابقة القصة القصيرة من دار الهلال
- مسابقة مصر المحروسة للقصة القصيرة
- مسابقة دار الحلم للنشر للقصة القصيرة
- جائزة الشيخ زايد للكتّاب
- جائزة الشارقة للإبداع العربي - القصة القصيرة (مجموعة قصصية لاتقل عن 12 قصة)
- جائزة القصة القصيرة - دار خطوط وظلال (الأردن)
- جائزة بن مالامود

## قصّاصون
- إدغار آلان بو
- غي دو موباسان
- تشيخوف
- تشارلز ديكنز
- خورخي لويس بورخيس
- يوسف إدريس
- زكريا تامر
- عبده خال